# Gosselin Ier de Bassigny
Gosselin ou Gozlin (v.836 - ap. 865), Missus en Bourgogne en 865, est le premier comte de Bassigny connu. Il serait un fils de Donat Ier (v.790 – †av. 860), comte de Melun et de Landrade de Paris.